# エア・リース・コーポレーション
エア・リース・コーポレーション（Air Lease Corporation）は、2010年に設立された、 アメリカ合衆国の航空機リース会社。ボーイング、エアバス、エンブラエル、ATRなどの航空機メーカーからの直接新しい航空機を購入し、世界中の航空会社にリースしている。
2024年3月現在エアリースは、ナローボディ機354機、ワイドボディ機118機、さらに320機の発注機を含む472機を保有し、リースしている。

## 歴史
エア・リースの会長兼最高経営責任者であるスティーブン・ウドバー・ハジー氏は、カリフォルニア州センチュリーシティに本拠を置く航空機リース大手のインターナショナル・リース・ファイナンス・コーポレーション(ILFC)の創設者で、1990年にアメリカン・インターナショナル・グループ(AIG)に売却された後も最高経営責任者を務めた。2010年にILFCを離れてエア・リースの事業を開始した。
2019年のパリ航空ショーで、ヴァージンアトランティック航空は最大20機のエアバスA330-900の購入契約を結び、航空機の英国初の顧客になったイギリス初の顧客となった。そのうち、8機はエアバス社から直接、6機はエアリースコーポレーションから提供される。
同時に、エアリースコーポレーションは、29機のエアバスA321XLRの契約と、50機のエアバスA220-300の購入意向書に署名した。